# ×○×○×○
「×○×○×○」（キスキスキス）は、長澤奈央の2作目のシングル。2004年1月21日にキングレコードからリリースされた。
AT-Xアニメ「みさきクロニクル～ダイバージェンス・イヴ～」オープニングテーマ。カップリングの「SORA」は同アニメのエンディングテーマ。

## 収録楽曲
出典：
1. ×○×○×○ [4:42]
作詞・作曲：都田和志、編曲：芳賀洋介
2. SORA [5:24]
作詞・作曲：都田和志、編曲：芳賀洋介
3. ×○×○×○ （Instrumental）
4. SORA（Instrumental）